# 段园站
段园站是符夹铁路上的铁路车站，位于安徽省淮北市段园镇，建于1966年，目前为四等站，邮政编码为235058。目前客运：办理旅客乘降；行李、包裹托运；货运：仅办理专用线、专用铁道整车货物发到。